# Giovanni Bolognetti
Giovanni Bolognetti (Bologna, 1506 – Bologna, 1575) è stato un giurista italiano.

## Biografia
Di famiglia borghese, laureatosi all'università di Bologna, dal 1533 divenne docente in materie giuridiche fino al 1537.
Dal 1540 al 1543 insegnò a Salerno e in seguito venne chiamato a insegnare diritto civile all'Università di Napoli. In questo periodo pubblicò diversi testi oltre che a Salerno, a Campagna e a Nusco. Dal 1555 al 1562 tornò ad insegnare a Salerno e nel 1564 fu richiamato a Bologna, dove rimase per breve tempo in quanto nel 1565 accettò la cattedra di diritto civile all'Università di Messina.
Tra il 1571 e il 1572 vennero pubblicate a Venezia le Repetitiones, l'opera principale di Bolognetti, composta da sei volumi che abbracciano quasi l'intero arco normativo del Codice Civile.
Nel 1572 si trasferì a Pavia e infine a Bologna nel 1575, dove morì e fu sepolto nella chiesa di San Giovanni in Monte.

Consilia, 1575

## Opere
- Repetito subtilis ac difficilis rubr. et l. prime c. de sent. que pro eo quod inter. profe. Joannis Bolognetti Bon., Salerni habita de anno MDXLII., Salerno, 1543
- Perutilia comentaria super secunda parte Digesti veteris d. Ioannis Bolognetti jureconsulti Bononiensis., Salerno, 1545
- Preclara comentaria super secunda parte codicis domini Ioannis Bolognetti iuriconsulti Bono., Nusco, 1545
- Preclara commentaria super prima parte Codicis, domini Joannis Bolognetti, jurisconsulti Bononiensis., Campagna, 1546
- Preclara commentaria super prima parte Digesti veteris d. Ioannis Bolognetti iurisconsulti Bononiensis., Campagna, 1546
- Tractatus de differentia iuris et facti Ioannis Bolognetti iuris cons. Bononiensis ..., Napoli, 1551
- Ioannis Bolognetti Bononien. clarissimi iureconsulti Super prima et secunda parte Codicis repetitiones copiosissime earum legum que in studijs Italiæ magis frequentantur. In quibus docte, et acute diseruntur cuncta scitu digna per omnes scribentes antiquos modernos et nouissimos in dictis locis tradita. Nouiter in frequentissimo Neapolitano studio repente., Napoli, 1554
- Ioannis Bolognetti Bononiens. clarissimi iuris consulti Super prima et secunda parte Digesti veteris. Repetitiones copiosissimae earum legum quæ in studijs Italiaæ magis frequentantur in quibus doctè et acutè disseruntur cuncta scitu digna per omnes scribentes antiquos modernos et nouissimos in dictis locis tradita in frequentissimo Neapolitano studio repetitæ., Napoli, 1555
- Super prima parte Digesti vete. repetitiones copiosissimae earum legum quae in studiis Italiae magis frequentatur., Napoli, 1558
- Ioannis Bologneti Bononiensis... Repetitiones in eam pandectarum partem, quam primam [-secundam] Digesti noui vocant ...Quas omnes author ipse Salerni primum interpretatus est, deinde in Messanensi studio ... repetiit. Opus ... summariis, & indice locupletissimo ornatum. Adiecta est insuper series repetitarum rubricarum, legum, & paragraphorum ..., Venezia, 1571
- Ioannis Bologneti Bononiensis ... Repetitiones in eam pandectarum partem, quam primam [-secundam] Infortiati vocant ... Quas omnes author ipse Salerni primum interpretatus est, deinde in Messanensi studio, ubi adhuc summa cum laude ius ciuile stipendiispublicis ordinarie profitetur, repetiit. ... Adiecta est insuper series repetitarum rubricarum, legum, & paragraphorum ..., Venezia, 1571
- D. Ioanni Bologneti Bononiensis... In eam Pandectarum partem quam primam [-secundam] Digesti veteris uocant, commentariorum, seu repetitionum..., Venezia, 1572
- D. Ioannis Bologneti Bononiensis ... In primam [-secundam] Codicis partem. Repetitiones aureae ... hac novissima editione ita partitae, ordinatae e restitutae, innumerisque erroribus omnis generis expurgatae, ab ispoquemet authore multis locis ampliatae..., Venezia, 1572
- (LA) Consilia eminentissimi iuris interpretis d. Ioannis Bolognetti. In Ticinensi gymnasio horis vespertinis primam cathedram regentis, summo eiusdem studio, atque ea iuris prudentia concinnata, vt praeter propositarum quæstionum decisionem, theoricam ipsam cum praxi habeas coniunctam ad diuersas, frequentioresque causas in foro versari consuetas. Accessit repertorium locupletissimum verborum ac sententiarum selectiorum, Venezia, Giovanni Varisco & Melchiorre Sessa, eredi & Francesco Calegari, 1575.